# Dreisbach (Westerwald)

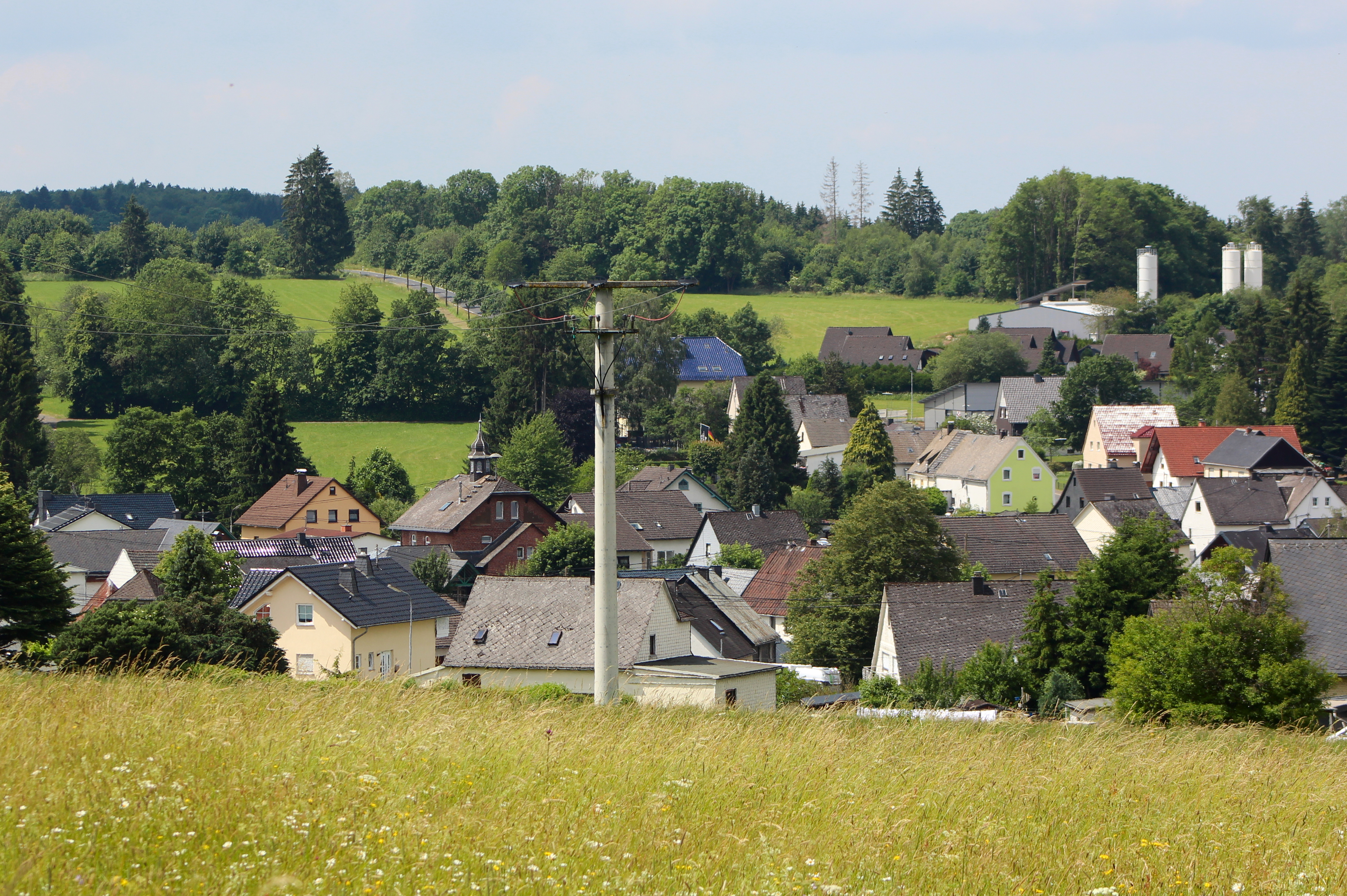
Ansicht von Dreisbach

Dreisbach (mundartlich: Draasbich) ist eine Ortsgemeinde im Westerwaldkreis in Rheinland-Pfalz. Sie gehört der Verbandsgemeinde Bad Marienberg (Westerwald) an.

## Geographische Lage
Die Gemeinde liegt im Westerwald zwischen Montabaur und Siegen. Die Nister, die zum Einzugsbereich der Sieg gehört, fließt in ost-westlicher Richtung durch das Ortsgebiet.
Zu Dreisbach gehören die Wohnplätze Landhaus Daheim, Markushof, Hof Nistertal und Hof zur Hohen Linde.

## Geschichte

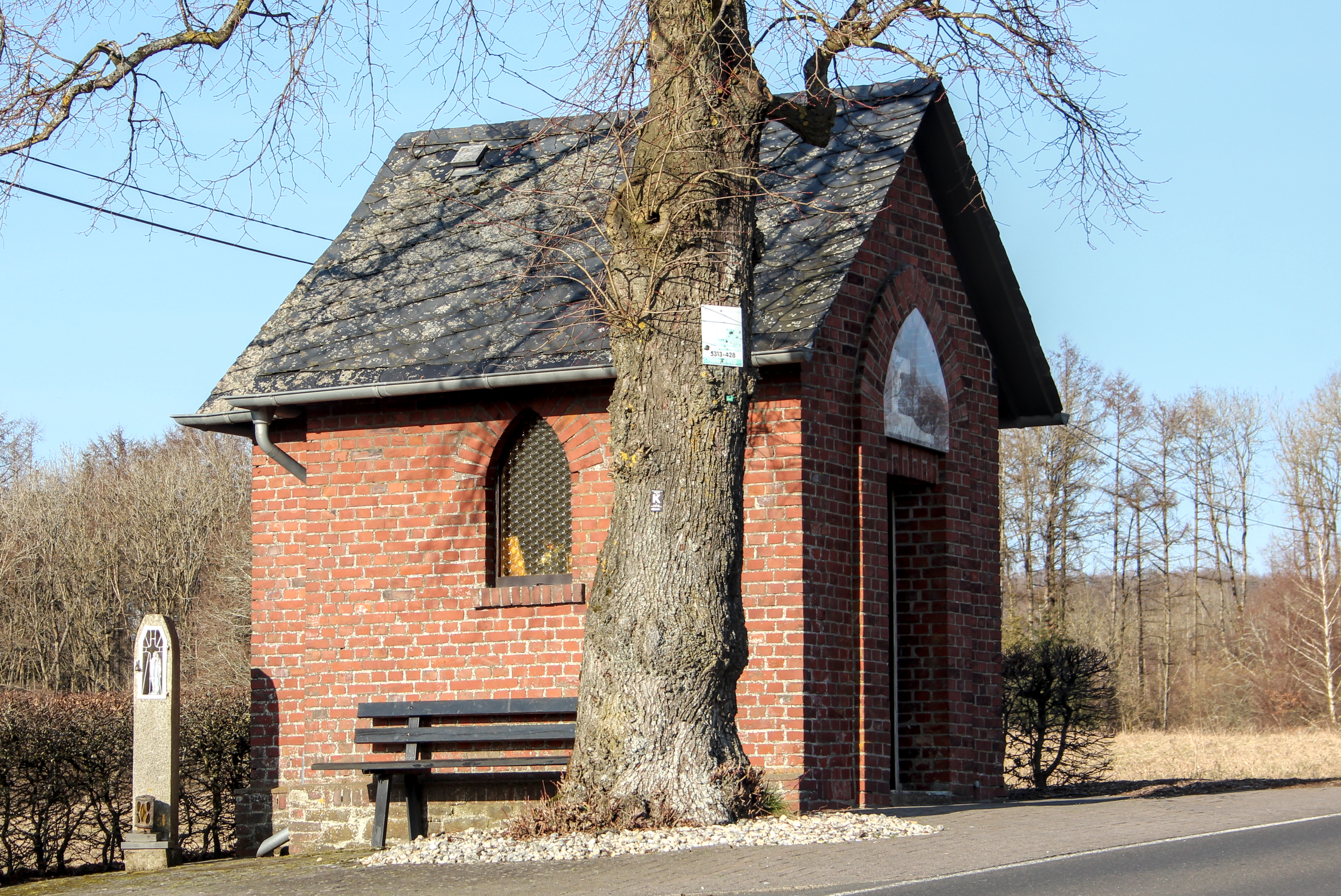
Die Kapelle von Dreisbach, Kapellenstraße

Dreisbach wurde im Jahr 1252 erstmals urkundlich erwähnt. Für 1721 sind erstmals ein Bürger- oder Bauernmeister sowie Wald- und Flurschützen erwähnt, für 1731 eine Winterschule. Der Ort gehörte zum Kirchspiel und Gericht Höhn. Für 1525 sind 16 Hausgesesse überliefert, für 1603 69 Einwohner. 1750 wurden 141 Einwohner gezählt und 1809 230 Einwohner.
Einwohnerentwicklung
Die Entwicklung der Einwohnerzahl von Dreisbach, die Werte von 1871 bis 1987 beruhen auf Volkszählungen:
| Jahr | Einwohner |
| ---- | --------- |
| 1815 | 260       |
| 1835 | 308       |
| 1871 | 262       |
| 1905 | 314       |
| 1939 | 339       |
| 1950 | 347       |
| 1961 | 317       |

| Jahr | Einwohner |
| ---- | --------- |
| 1970 | 371       |
| 1987 | 513       |
| 1997 | 579       |
| 2005 | 606       |
| 2011 | 606       |
| 2017 | 600       |
| 2023 | 578       |

## Politik

### Bürgermeister
Andrea Theis wurde im Sommer 2019 Ortsbürgermeisterin von Dreisbach. Bei der Direktwahl am 26. Mai 2019 war sie mit einem Stimmenanteil von 80,42 % für fünf Jahre gewählt worden. Sie wurde im Juni 2024 wiedergewählt.
Der Vorgänger von Andrea Theis, Jürgen Held, hatte das Amt zehn Jahre ausgeübt.

## Verkehr
- Südöstlich des Ortes verläuft die B 255 von Montabaur nach Herborn.
- Die nächste Autobahnanschlussstelle ist Montabaur an der A 3 Köln–Frankfurt am Main, etwa 22 Kilometer entfernt.
- Der nächstgelegene ICE-Halt ist der Bahnhof Montabaur an der Schnellfahrstrecke Köln–Rhein/Main.
- Die Erbacher Brücke ist ein Viadukt an der teilweise auf Dreisbacher Gemarkung trassierten Eisenbahnstrecke Erbach–Fehl-Ritzhausen. Nach Ende des Schienenverkehrs wird sie zum Bahntrassenradeln genutzt. Das Bauwerk ist im Dreisbacher Wappen dargestellt.

## Sonstiges
Von 1982 bis 2016 fand in Dreisbach jährlich am ersten Samstag im August die Bikerparty Westerwald, eines der ältesten und größten Motorradtreffen in Deutschland, statt. Einige Ausgaben der Veranstaltungen fanden in den nahegelegenen Orten Fehl-Ritzhausen und Norken statt. Traditionell treffen auf dem Festival- und Zeltgelände in Dreisbach Motorradfahrer aus ganz Deutschland, zum Teil auch aus den Nachbarländern.
Am 7. August 2004 besuchte die deutsche Metal-Queen Doro Pesch die Bikerparty und wenige Jahre später am 1. August 2009 war dort die deutsche Metalband Grave Digger zu Gast. Bei der 30. Ausgabe der Veranstaltung im Jahre 2011 trat die Rockband Tito & Tarantula als Headliner auf.

## In Dreisbach geboren
- Matthäa Held (1942–2018), Ordensschwester in der Kongregation der Schwestern der Christlichen Liebe